# Black Diamond (Alberta)
Black Diamond ist eine Kleinstadt in Alberta, Kanada mit 2.700 Einwohnern. Sie liegt in unmittelbarer Nähe zur Stadt Turner Valley, mit welcher sie auch ein Wanderweg verbindet. Die am Fuß der kanadischen Rocky Mountains gelegene Stadt verfügt über eine Grundschule und eine Highschool. Das Umland ist durch Viehwirtschaft geprägt, zudem gibt es kleine Erdöl- und Gasvorkommen.

## Geographie
Black Diamond liegt im Südwesten von Alberta am Ostufer des Sheep River in den Vorbergen der kanadischen Rocky Mountains. Calgary, die größte Stadt der Provinz, liegt etwa 40 Kilometer nordöstlich. Verwaltungsrechtlich ist Black Diamond dem Foothills County zugeordnet. Durch die Stadt verlaufen der Alberta Highway 7, der hier beginnt, und der Alberta Highway 22.

## Geschichte
Gegen Ende des 18. Jahrhunderts wurden in der Gegend der heutigen Kleinstadt reiche Kohlevorkommen entdeckt. 1899 eröffneten A. McPherson und J.J. Cooper eine Mine am Westufer des Sheep River, die 650 Tonnen Kohle im Jahr förderte. Kohlearbeiter und Rancher gründeten eine Siedlung, die schnell anwuchs. Um 1907 eröffnete Herb Arnold den ersten Laden und die erste Postfiliale an der heutigen Hauptstraße. Im gleichen Jahr erhielt die Stadt ihren Namen Black Diamond in Anlehnung an die Bezeichnung der Minenarbeiter für die geförderte Steinkohle. Der Name konnte sich in einem Losverfahren gegen das in Anlehnung an Herb Arnold gewählte Arnoldsville durchsetzen.
Nach der Entdeckung von Öl- und Gasvorkommen in der Nachbarstadt Turner Valley setzte in den 1920er Jahren ein starker Zuzug nach Black Diamond ein. Der Wohnungsbau konnte mit dem Bevölkerungswachstum nicht Schritt halten, sodass die Ölfeldarbeiter teilweise in Hütten und Zelten leben mussten. Die Öl- und Gasindustrie blieb der wichtigste Wirtschaftszweig in Black Diamond, bis 1947 Ölvorkommen in Leduc entdeckt wurden, woraufhin sich die Förderaktivitäten nach Norden verlagerten.
1949 wurden große Teile der Innenstadt durch ein Feuer zerstört. In der Folge wurden viele Gebäude, die sich zuvor in den umliegenden Siedlungen befunden hatten, in den Stadtkern verlegt.

## Demografie
Der Zensus 2016 ergab für Black Diamond eine Bevölkerung von 2.700 Menschen, die sich auf 1.108 Haushalte verteilte. Bei einer Fläche von 3,84 km² ergibt sich eine Bevölkerungsdichte von 702,7 Einwohnern pro Quadratkilometer. 17,6 Prozent der Einwohner waren 0 bis 14 Jahre alt, 59,8 Prozent 15 bis 64 Jahre und 22,6 Prozent waren 65 Jahre oder älter. Das Durchschnittsalter betrug 44,3, das Medianalter dagegen 46 Jahre.

## Bildung
Black Diamond ist Teil der Foothills School Division, die im Ort zwei Schulen betreibt: Die C. Ian McLaren School (K–6), eine Grundschule, sowie die Oilfields High School (7–12).